# Ghiacciaio Samodiva
Il ghiacciaio Samodiva (in inglese Samodiva Glacier) (64°05′30″S 60°49′30″W) è un ghiacciaio lungo 3,7 km e largo 1,8, situato sulla costa di Davis, nella parte nord-occidentale della Terra di Graham, in Antartide. In particolare, il ghiacciaio si trova a est della cappa di ghiaccio Tumba e a ovest del ghiacciaio Pirin; da qui, a est del monte Pénaud,  fluisce in direzione nord-nordest, fino a entrare nella baia di Curtiss, a ovest di punta Seaplane.

## Storia
Il ghiacciaio Samodiva è stato così battezzato dalla Commissione bulgara per i toponimi antartici in onore di Samodiva, un villaggio della Bulgaria meridionale. 